# ひめなカメナ
ひめなカメナは、結城心一による漫画作品。月刊ComicREX（一迅社）にて連載、単行本は4巻で完結。

## あらすじ
海から色々な珍しいものが流れてくる岩牡蠣町。そこでペットが次々と襲われる事件が発生した。その犯人を突き止めようとしていた自警団の元にひめなという少女が現れて･･･

## 登場人物

### 姫候補
ひめな・キャラペイス
海から岩牡蠣町に引越してきた少女。海の城の姫候補でほぼ確定しているため命を狙われているほか、いさりに実験対象としても狙われている。海から引っ越す際、城の宝である年をとらせる青い箱と若返らせる赤い箱を持ち出した。町内で多発していたペット襲撃事件の犯人。姉のカメナがランドセルの姿をしているため自治会長から発育のいい小学生と間違えられた。胸はFカップ以上。ものすごい怪力でチタン製の解剖台を軽々破壊したほか、カメナがいなくなったり体温が上がると暴走を起こす肉体的特徴を持つ。海にいたせいか世間の事に疎くテレビすら知らなかった。たいていの事を姉がやるため一人で着替えすらできない。ヴィシソワーズというダイオウグソクムシのペットを飼っている。最初はアパートに住んでいて、その後足夫の家に移り住むが追い出され、最終的に自警団本部に住むことになる。料理は全く駄目で作ったゆで卵を食べるとチェレンコフ光が出てしまう。
カメナ・キャラペイス
ひめなの姉でランドセルの形をした亀。ひめなとは持ちつ持たれつの関係でひめなと離れるとエネルギー切れを起こし、ひめなは暴走する。ひめなの身のまわりの世話をするほか、ひめなの命を狙う者やいやらしい目で見る者をことごとくプラズマ火球で倒している。ランドセルから出ることもでき、その時の身長は結構高い。ランドセルの中は異次元空間のようになっており結構広い。地上で亀ゼリーを知って以来ゼリーのような物が嫌いになった。
砂隠ひらめ（さがくれひらめ）
キャラペイス姉妹の命を狙っている隠密で姫候補の一人。光学的に姿を消すことができるが、未熟なため一人だと頭を隠せなかったり保護色の柄と背景の柄を間違える。また男性の裸が苦手。胸は遺伝的にAAA以上成長しない。最初は姉と二人で行動していたが、隠密行動中干乾びていたのをいさりに助けられて以来、いさりの手下として扱われている。
砂隠カレイ（さがくれカレイ）
ひらめの姉のカレイ。あまり戦闘は好まない。しまりのいい肉体の男性が好み。
譲頭ひさめ（じょうずひさめ）
姫候補の一人。細かいことを気にしなさ過ぎる性格の為、ひめなと変装した足夫の見分けすらつかなかった。ひめなに変装した足夫を攻撃した際に喰らった赤い箱のガスのせいで少し若返ってしまった。それ以来はひめなと同じ学校に転校してひめなの命を狙うつもりだったが、いさりに説教されて命を狙うのをやめる。チェーン・トゥースというチェーンソーみたいな武器を使う。料理はひめなと同じく全然駄目。
譲頭こさめ（じょうずこさめ）
ひさめの兄のコバンザメ。コバンザメなので食べこぼしを食べる以外に出来ることが無く、ひさめから邪魔者のNEET扱いされている。
ひめだい
姫候補の一人。ひさめに倒されてから海で療養した後、岩牡蠣町に竜巻に飲み込まれながら戻ってくるも今度はひめなの人工呼吸で胸に穴が開いて死にかける。融通が利かない性格で自分が正しいと思ったことは曲げない。実はオスで姫にはなれないはずだが成人になると性転換できると信じているため問題ないらしい。地上に来た目的も実は性転換するため。カメナに教えられて性転換手術をするためにタイに渡るもバンコクで何者かに捕まり行方不明。
めだい
ひめだいの姉のタイ。ひめだいがひさめにやられた事をカメナに伝えるために自警団本部に行き、そこのゴミ箱で休んでいた所を足夫が捨てた玉手箱に潰されてしまう。その後自警団本部の水槽で療養していた。ひめだいが復帰してからは共にタイへ渡った。

### 私立オイスター学園生徒
八貫足夫（やつらぬきたすお）
岩牡蠣町の自警団長。格闘家のはしくれで熱血漢。とても大きい家に住んでいる。ひめなとカメナが現れて以来悪夢を見るようになり、ひめながそれを治そうとしたら余計に悪化し野生化。それを沈めた後もトラウマが残り、ひめならを連想させるものに恐怖を抱くようになってしまった。しかしひめなが命を狙われていると知ってからはそのトラウマも消えた。必殺技は徹甲拳。
太田はる実（おおたはるみ）
岩牡蠣町の自警団の紅一点。暴走しがちな足夫を止める役割をしており、足夫に喧嘩で負けたことは無い。家では制服かジャージで過ごしている。成績は中の下。
針山べま（はりやまべま）
岩牡蠣町の自警団員。体は大きいが存在感は薄く本人も少し気にしている。実は自警団最強で団員の手に余る敵をこっそり葬っている。
底引いさり（そこびきいさり）
足夫達のクラスの委員長で生物部部長。親は学校の理事長。海に流れ着く珍しい者を色々捕まえ研究や改造している。ひめなも研究対象として狙っているがいつも失敗している。よく家に帰らずに部室にこもっている。クラニやロビや砂隠姉妹をこき使っている。ひめなをずっと見ていたため足夫達から百合少女と間違えられた。好きなカップリングはディ○トハルト×ルル○シュ。
安川もて福（やすかわもてふく）
足夫達と同じクラスの男子。名前の割にはもてない。鈴木という友達がいるがひらめがプールの時に咄嗟に鈴木と名乗ったため、鈴木が女だと思いこんだもて福が後で告白して以来学校に来ていない。その後転校してきたひさめに惚れている。

### その他
自治会長
岩牡蠣町の自治会長。年のせいでよく倒れていた。カツラをかぶっていることはトップシークレットで暴かれた時はひどく落ち込んでいた。ひめなが玉手箱を持っていることを知ってからはそれを利用して妻と一緒に若返った。
太田まる実（おおたまるみ）
はる実の一つ下の妹で中学生。姉より背が高く胸も大きいため、はる実の姉だと勘違いされる。朝姉を起こしたり、姉より頭がよかったり、姉と違い料理をよく作ったりと姉よりも姉らしい。
クラニ・ロビ
いさりに作られたキメラの兄弟。クラニが兄。いさりにこき使われているためストレスが溜まっている。人の世界に溶け込むため外出時は外国人っぽい姿に変装する。
先生
足夫達のクラスの担任の先生。着やせするタイプで脱ぐとすごく引き締まった体つきをしている。また大人の対応も得意。
ゼリゲ82574
巨大なクラゲ。ゼリゲというポリプから分かれたうちの一つ。増えすぎた兄弟の口減らしのために丁稚奉公に出るが落ちぶれてしがない派遣の刺客屋になる。夢は固体による原子力発電所の停止。べまによって倒される。
カメ美
大きな亀。海の城から玉手箱の煙のスペアを持ち出してひめな達に届けた。まぬけで追っ手につけられていたのに気づかなかった。
カラフトシシャリンズ
もてないカラフトシシャモのオスが集まって立ち上がった独身の軍隊。カメナやひさめに倒された。

## 単行本
1. ISBN 4-7580-6033-9 （2006年11月09日発売）
2. ISBN 978-4-7580-6052-3 （2007年05月09日発売）
3. ISBN 978-4-7580-6086-8 （2008年03月01日発売）
4. ISBN 978-4-7580-6113-1 （2008年10月20日発売）